# Церковь Богородицы в Эфесе

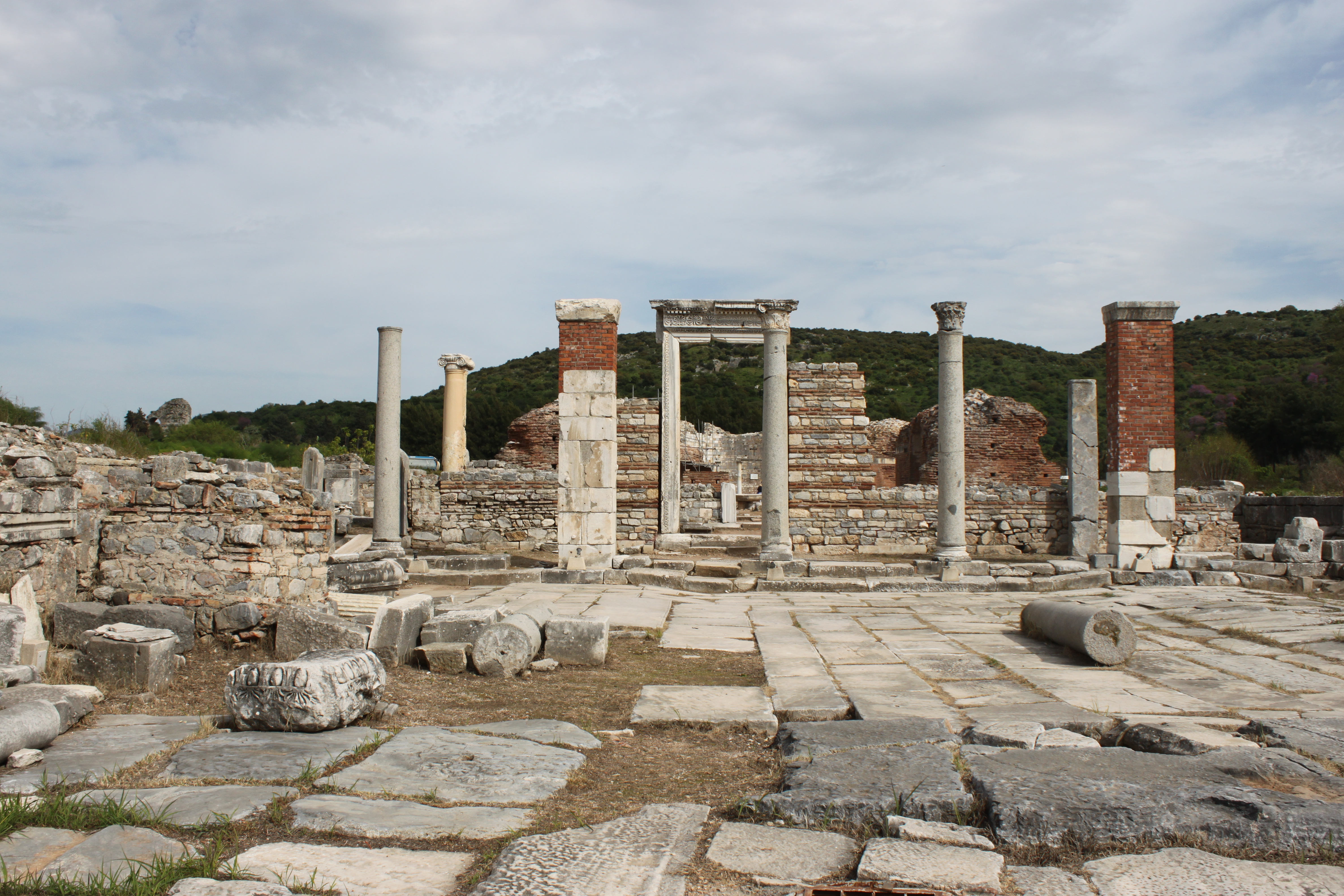
Церковь Богородицы в Эфесе.

Церковь Богородицы в Эфесе — кафедральный собор эфесских епископов, воздвигнутый в V веке на месте древнеримской базилики в связи с проведением в городе Третьего вселенского собора, на котором за матерью Иисуса был закреплён титул Богородицы. Таким образом, это первая в мире церковь в честь Богоматери. Руины храма, изрядно расширенного на рубеже VI столетия, сохранились близ гавани древнего Эфеса.